# Moțăieni
Moțăieni est une commune du județ de Dâmbovița en Roumanie.